# Przerośl
Przerośl, (Litouws: Prieraslis) is een dorp in het Poolse woiwodschap Podlachië, in het district Suwalski. De plaats maakt deel uit van de gemeente Przerośl en telt 3300 inwoners.